# Hockey Night in Canada
Hockey Night in Canada (HNIC) är ishockeysändningar av National Hockey League i Kanada. Sändningarna pågick i radio från 1931. till 1976 och sändningarna i TV började 1952. Programmets berömda signaturmelodin "The Hockey Theme" skrevs 1968 av Dolores Claman och kallas "Kanadas andra nationalsång".

### Fotnoter
1. ↑  Fitzroy Dearborn, Horace Newcomb (red.), ”Hockey Night in Canada, Canadian Sports Program”, Encyclopedia of Television, andra utgåvan, Routledge, 4 november 2004, ISBN 978-1-57958-394-1.[källa från Wikidata]
2. ↑  "Saturday Night Hockey / Hockey Night in Canada" Arkiverad 8 oktober 2007 hämtat från the Wayback Machine., Sports on Radio & Television, Canadian Communications Foundation, läst 1 maj 2014